# Garuda Indonesia-vlucht 152
Garuda Indonesia-vlucht 152 (GA152/GIA152) was een binnenlandse lijnvlucht uitgevoerd door Garuda Indonesia van de internationale luchthaven Soekarno-Hatta, Tangerang, naar de internationale luchthaven Polonia, Medan, in Indonesië. Op 26 september 1997 stortte het vliegtuig dat deze route vloog neer in bergachtige bossen nabij het dorp Buah Nabar, Sibolangit, waarbij alle 222 passagiers en 12 bemanningsleden aan boord omkwamen. Het is de dodelijkste vliegtuigramp in de geschiedenis van Indonesië.

## Vliegtuig
Het vliegtuig was een Airbus A300B4 FFCC (forward-facing crew concept). Het FFCC-model is een aangepaste versie van de A300B4 waarbij de werkplek van de boordwerktuigkundige is verwijderd en de relevante bedieningselementen zijn vereenvoudigd en verplaatst naar het overheadpaneel tussen de twee piloten. Deze bedieningsopstelling is vergelijkbaar met die van de Airbus A310-serie. Het verschil is dat de FFCC nog steeds het grootste deel van de analoge vluchtinstrumentatie van de originele A300 heeft. De FFCC zou later worden ontwikkeld tot de A300-600-serie, waarbij alle elementen van de cockpit aan de A310-normen worden aangepast, inclusief de toevoeging van elektronische vluchtinstrumentatie. 
De twee piloten aan boord van de vlucht waren gekwalificeerd om zowel met het FFCC- als met het -600-model te vliegen. De geschiktheid van hun conversietraining voor beide zou later echter in twijfel worden getrokken.
Het vliegtuig werd in 1982 geleverd en werd aangedreven door twee Pratt & Whitney JT9D-59A-turbofanmotoren. Het had ten tijde van het ongeluk meer dan 27.000 vlieguren gemaakt (meer dan 16.500 start- en landingscycli).

## Ongeluk

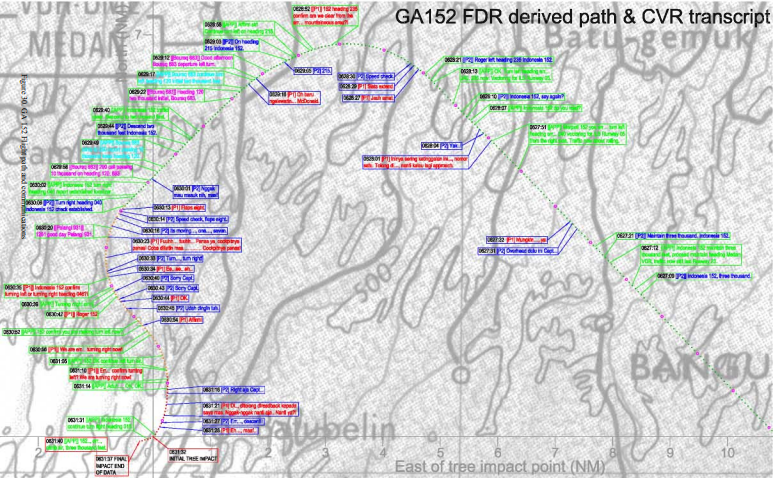
Het vluchtpad van vlucht 152 met fragmenten uit het transcript van de cockpitvoicerecorder (CVR)

Om 13:13 uur (lokale tijd) gaven de luchtverkeersleiders in Medan vlucht 152 toestemming voor een ILS-nadering naar startbaan 05 vanaf de koers van 316 graden. De bemanning, onder leiding van kapitein Hance Rachmo Wiyogo (41), een piloot met 19 jaar vliegervaring bij Garuda Indonesia en bijna 12.000 vlieguren, en eerste officier Tata Zuwaldi (ook 41), een voormalige boordwerktuigkundige die kort tevoren was gepromoveerd tot piloot, kreeg de opdracht naar links te draaien naar een koers van 240 graden om de ILS-localizer op te vangen. Twee minuten voor de impact werd de bemanning gevraagd nog verder naar links te draaien, naar 215 graden. 
Om 13.30 uur gaf Medan de bemanning opdracht af te dalen naar 2.000 voet (610 m) en naar rechts te draaien met een koers van 046 graden om zich op te stellen voor aankomst op baan 05. Medan vroeg de bemanning de richting te melden waarin het vliegtuig vloog. Luchtverkeersleiders raakten in de war over met welk vliegtuig ze spraken, omdat er op dat moment ook een andere vlucht met hetzelfde nummer (Merpati Nusantara Airlines-vlucht 152) in de buurt was.

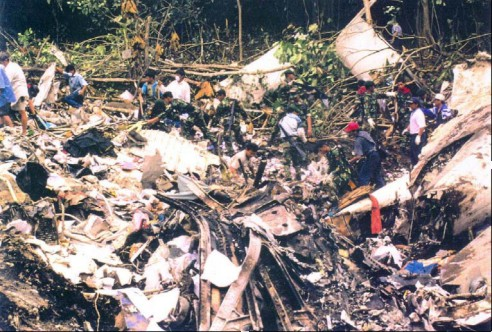
Een blik op de crashlocatie van Vlucht 152, waarop de verwoeste achterromp van het vliegtuig te zien is

Eerder op de dag werd een andere vlucht, vlucht 152 van Merpati Nusantara Airlines, afgehandeld door dezelfde luchtverkeersleider. Dit leidde ertoe dat de controller ten onrechte zei: "Merpati één vijf twee, draai linksaf richting 240 om landingsbaan nul vijf van de rechterkant aan te vangen". Omdat de verkeerde roepnaam werd gebruikt, negeerden de Garuda-piloten deze instructies. 
Toen de verkeersleider geen antwoord kreeg, vroeg hij de piloten om hun aandacht. Deze keer gebruikte hij de juiste roepnaam: "Indonesia 152". De verkeersleider herhaalde vervolgens de meeste van zijn instructies, maar hij vergat specifiek te herhalen dat het vliegtuig de landingsbaan aan de zuidkant, aan de rechterkant, moest naderen. De piloten dachten dat ze de nadering aan de noordkant van de luchthaven uitvoerden. Dit kwam overeen met de informatie op de naderingskaart die de piloten gebruikten. 
Toen de piloten de opdracht kregen naar rechts te draaien naar een koers van 046, waarbij ze 2.000 voet (610 m) moesten handhaven, om de localizer voor de ILS naar baan 05 te intercepten, zette de gezagvoerder uit gewoonte – of mogelijk vanwege de gedetailleerde naderingskaart – een linkerbocht in naar een koers van 046. De eerste officier was afgeleid tijdens de bocht en merkte een tijdje niet dat het vliegtuig naar links afboog. Toen hij het opmerkte, vertelde hij de kapitein dat hij de verkeerde kant op ging. De kapitein vroeg de verkeersleider welke kant ze op moesten, waarop de verkeersleider bevestigde dat ze rechtsaf moesten gaan. 
Er ontstond een verwarrend gesprek over welke kant het vliegtuig op moest, omdat de verkeersleider geen duidelijk beeld had van wat de vlucht deed. Hij was zich er niet van bewust dat hij een aantal belangrijke instructies was vergeten na zijn 'Merpati 152'-fout en het radarsysteem van Medan had een verversingstijd van 12 seconden. De verkeersleider dacht dat het vliegtuig naar links vloog, terwijl het in werkelijkheid naar rechts afboog en over hoog terrein vloog.
Gedurende deze tijd daalde de vlucht onder de 2000 voet, waarschijnlijk omdat de gezagvoerder de verkeerde hoogte had ingevoerd. De piloten merkten dit niet op terwijl ze zich concentreerden op het draaien naar de juiste koers. Vijf seconden vóór de eerste botsing met de boomtoppen maakte de co-piloot een opmerking over de hoogte van het vliegtuig. De FDR registreerde toenames in neus en motorvermogen, waarschijnlijk op bevel van de bemanning in een poging hun hoogte te corrigeren. 
Kort voordat de opname eindigde, registreerde de cockpitvoicerecorder het geluid van het vliegtuig dat tegen bomen vloog, gevolgd door geschreeuw van de piloten. Het vliegtuig stortte neer in een ravijn 27 kilometer van het begin van landingsbaan 05, 18 kilometer ten zuiden van de middellijn. Het vliegtuig raakte de grond om 13:32 u, met de rechtervleugel omlaag, draaiend richting de luchthaven, met een koers van 230-240 graden en een hoogte van 1.550 voet (470 m). 
Alle 234 mensen aan boord kwamen om.

## Slachtoffers
De passagiers waren voor het merendeel Indonesiërs, acht Turken, zes Japanners, vier Duitsers, drie Taiwanezen, twee Amerikanen, twee Britten, twee Canadezen, twee Ghanezen, één Australiër, één Belg, één Nederlander, één Fransman, één Italiaan, één Maleisiër, één Pakistaan, één Zuid-Afrikaan en één Zweeds staatsburger.

### Lichamen van de passagiers
Achtenveertig van de lichamen die na de crash werden geborgen, werden nooit geïdentificeerd en werden begraven in een massagraf op een begraafplaats buiten het Polonia Airport in Medan. Hier werden ook 61 slachtoffers van de crash van de Garuda Fokker F28 uit 1979 begraven. De overige 186 lichamen werden geïdentificeerd en teruggegeven aan hun families voor een privébegrafenis.

## Onderzoek
Volgens het officiële rapport van het National Transportation Safety Committee (NTSC) waren de oorzaken van de crash:
"Er was verwarring over de draairichting van linksaf in plaats van rechtsaf op een kritieke positie tijdens radarvectoring, waardoor het verticale bewustzijn van de bemanning werd verminderd terwijl ze zich concentreerden op de laterale veranderingen van het vliegtuig. Deze zorgden ervoor dat het vliegtuig bleef dalen onder de toegewezen hoogte van 2000 ft en boomtoppen raakte op 1550 ft boven gemiddeld zeeniveau."
In het rapport werd ook kritiek geleverd op de conversietraining die de luchtvaartmaatschappij aanbiedt aan piloten die met de modellen A300-600 en A300B4-FF vliegen. Het eerste model is voorzien van digitale navigatiedisplays, terwijl het tweede is uitgerust met analoge apparatuur. Hoewel beide voldoende zijn voor het uitvoeren van instrumentnaderingen, kan de kapitein overweldigd zijn geraakt door zijn gebrek aan vertrouwdheid met de analoge instrumentatie.
Bijdragen aan het ongeluk waren het om onbekende redenen falen van het Ground Proximity Warning System (GPWS) en de ontoereikende vectorkaarten die door de verkeersleiders in Medan werden gebruikt.

## Rechtszaken
De eerste rechtszaak werd aangespannen op 24 september 1998, namens de Amerikaanse passagiers Fritz en Djoeminah Baden. Er werden aanvullende rechtszaken aangespannen bij staats- en federale rechtbanken in Chicago met betrekking tot nog eens 26 slachtoffers. De enige gedaagde in de rechtszaken was Sundstrand Corporation (later Hamilton Sundstrand), de fabrikant van de GPWS. De eisers stelden dat het GPWS-systeem gebrekkig was ontworpen en dat de fabrikant al meer dan tien jaar op de hoogte was van de tekortkomingen ervan in bergachtig terrein. Als het systeem had gewerkt zoals ontworpen, had het ongeluk voorkomen kunnen worden. Sundstrand betwistte deze beweringen en aanvaardde geen enkele verantwoordelijkheid. Bijna zes jaar na de crash werd de rechtszaak buiten de rechtbank geschikt.
Een rechtszaak tegen Garuda Indonesia, aangespannen door Joyce Coyle in Oregon (Coyle v. PT Garuda Indonesia), werd afgewezen op grond van het feit dat de Amerikaanse rechtbank geen jurisdictie had om een zaak te behandelen over binnenlandse vluchten die werden uitgevoerd door een overheidsluchtvaartmaatschappij in een ander land.

## Nasleep
Vluchten tussen Jakarta en Medan worden nu uitgevoerd door vluchtnummers 118, 182, 184, 186, 188 en 190 (sinds 2013 op Kualanamu International Airport als opvolger van Polonia Airport). Vanaf januari 2023 bleef Garuda Indonesia vluchtnummer 152 uitvoeren, die nu de route tussen Jakarta en Batam bedient met een Boeing 737-800.

## Dramatisering
De crash van Garuda Indonesia-vlucht 152 wordt belicht in de vijfde aflevering van seizoen 17 van Mayday (Air Crash Investigation). De aflevering heet "Lethal Turn".